# Ivo Scapolo
Ivo Scapolo (Terrassa Padovana, 24 de julho de 1953) é um arcebispo católico italiano pertencente ao serviço diplomático da Santa Sé.

## Biografia
Foi ordenado presbítero em 4 de junho de 1978 em Pádua. Doutor em Direito Canônico, ingressou no serviço diplomático da Santa Sé em 1 de maio de 1984. Nesse departamento serviu nas representações pontifícias de Angola, Portugal, Estados Unidos e na Seção para Relações com os Estados da Secretaria de Estado da Santa Sé. A 9 de maio de 1991, foi agraciado com o grau de Oficial da Ordem do Mérito, de Portugal.
Em 26 de março de 2002, foi nomeado Núncio Apostólico na Bolívia e também arcebispo titular de Tagaste. Recebeu a consagração episcopal em 12 de maio de 2002 das mãos de Angelo Sodano, Cardeal Secretário de Estado, tendo por co-sagrantes a Dom Antonio Mattiazzo, arcebispo-bispo de Pádua e Dom Oscar Rizzato, arcebispo-titular de Virunum e esmoleiro de Sua Santidade. Ele permaneceu neste cargo até 17 de janeiro de 2008, quando foi nomeado Núncio Apostólico em Ruanda.
Ele foi eleito pelo Papa Bento XVI para substituir Giuseppe Pinto como Núncio Apostólico no Chile em 15 de julho de 2011, após este último ter sido designado para as Filipinas. Em 29 de agosto de 2019, o Papa Francisco o nomeou Núncio Apostólico em Portugal.
Em 23 de maio de 2025, o Papa Leão XIV aceitou sua renúncia, feita aproveitando a possibilidade oferecida pelo art. 20, § 2, do Regulamento das Representações Pontifícias. A 10 de junho de 2025, foi agraciado com o grau de Grã-Cruz da Ordem Militar de Cristo, de Portugal.